# كريستيان فيليب مولر
كريستيان فيليب مولر هو فنان ومصور سويسري، ولد في 2 نوفمبر 1957 في بيال/بيان في سويسرا.